# Ordralfabetix
Ordralfabetix – wymarły rodzaj pluskwiaków z podrzędu fulgorokształtnych i rodziny Lophopidae. Obejmuje tylko gatunek Ordralfabetix sirophatanis. Żył w eocenie na terenie obecnej Francji.

## Taksonomia
Gatunek i rodzaj zostały opisane w 2011 roku przez Jacka Szwedo. Opisu dokonano na podstawie inkluzji pojedynczego okazu w bursztynie z Oise, odnalezionego we francuskiej gminie Le Quesnoy. Ów holotyp zdeponowany został na Wydziale Entomologii Muzeum Historii Naturalnej w Paryżu. Skamieniałość datowana jest na dolny eocen.
Nazwa rodzajowa Ordralfabetix wywodzi się od oryginalnego, francuskiego imienia Ahigieniksa, fikcyjnej postaci z serii komiksów o Asteriksie. Z kolei epitet gatunkowy wywodzi się od protoceltyckich słów siro, oznaczającego „długie” i phatano, oznaczającego „skrzydło”.

## Morfologia
Pluskwiak ten miał głowę na wysokości wyłupiastych oczu złożonych szerszą niż przedplecze. Jej ciemię było u podstawy szersze niż pośrodku długie. Przyoczka były niewielkie i osadzone blisko przednio-dolnych krawędzi oczu złożonych. Czułki miały krótki trzonek i osadzone były w wyniesionych panewkach. Krótsze od ciemienia przedplecze miało niemal prostą tylną krawędź. Śródplecze było dłuższe niż głowa i przedplecze razem wzięte, osiągało około 3 mm. Jego powierzchnią biegły podłużne żeberko środkowe oraz para żeberek bocznych, ku tyłowi sięgających tylnego brzegu śródplecza a na przedzie zakrzywionych i dochodzących do żeberka środkowego. Szerokość teguli była dwukrotnie większa niż długość.
Skrzydło przednie (tegmina) miało około 18 mm długości i około 5 mm szerokości. Jego krawędź kostalna była u nasady zakrzywiona i dalej niemal prosta, krawędź postklawalna płytko wklęsła, kąt tylno-wierzchołkowy słabo zaznaczony a kąt przednio-wierzchołkowy szeroko zaokrąglony. W części nasadowej krawędź kostalna była zgrubiała i opatrzona krótkim żeberkiem. Wąskie i długie, sięgające poza szczyt międzykrywki pole kostalne podzielone było żyłkami poprzecznymi na komórki, z których pierwsza była bardzo długa i zamknięta żyłką interradialną, a trzecia była nieco krótsza od piątej. Komórka bazalna była trzykrotnie dłuższa niż szeroka, o stosunkowo długim arkulusie. Międzykrywka była wąsko otwarta, krótka, niesięgająca połowy długości skrzydła. Na jej obszarze przebiegało kilka żyłek poprzecznych łączących żyłkę kubitalną tylną (CuP) z żyłką posterokubitalną (Pcu) oraz częścią wspólną tejże i pierwszej żyłki analnej (Pcu+A1).
Skrzydło tylne osiągało nieco ponad 10 mm długości. Jego użyłkowanie odznaczało się obecnością na tej samej wysokości dość długiej i ukośnej żyłki poprzecznej radialno-medialnej (r-m), ukośnej żyłki poprzecznej medialno-przedniokubitalnej (m-cua) oraz kilku żyłek interanterokubitalnych (icua). Pierwsze rozwidlenie żyłki medialnej (M) leżało bardziej nasadowo niż żyłka radialno-medialna, ale bardziej wierzchołkowo niż medialno-przedniokubitalna. Jej pierwsza odnoga (M1+2) rozwidlała się w wierzchołkowej części skrzydła, nieco za wysokością rozwidlenia żyłki radialnej tylnej (RP). Pierwsze rozwidlenie żyłki kubitalnej przedniej (CuA) leżało w nasadowej części skrzydła, a pierwsze rozwidlenie jej pierwszej odnogi (CuA1) znacznie bardziej nasadowo niż rozwidlenie wspólnego trzonu żyłek subkostalnej i radialnej (ScR).

## Paleoekologia
Owad ten zasiedlał lasy Basenu Paryskiego. Żywica, w której został zatopiony, wytworzona została przez drzewa okrytonasienne z rodziny brezylkowatych. Choć w lasach tych dominował Aulacoxylon sparnacense, to badanie mikroskopowe wskazuje jako źródło żywicy drzewa z rodzaju Daniellia, zaś molekularna analiza chemiczna – przedstawicieli rodzaju Hymenaea. W skład bogatej fauny tych lasów wchodziły prakopytne, nieparzystokopytne, niewielkie naczelne z rodzaju Teilhardina oraz ponad 300 opisanych dotąd gatunków stawonogów. Z tej samej lokalizacji co Abraracourcix pochodzą skamieniałości m.in. pająków z rodzajów: Cenotextricella, Quamtana i Selenops, ważek z grupy Eurypalpida, pluskwiaków z rodzajów: Abraracourcix, Clodionus, Eopiesma, Isaraselis, Lukotekia, Mnaomaia, Oisedicus i Stalisyne, wciornastków  z rodzaju Uzelothrips, psotników z rodzajów Amphientomum, Archipsocus, Embidopsocus, Eoempheria, Eolachesilla, Eomanicapsocus, Eoprotroctopsocus, Eorhyopsocus, Psyllipsocus, Tapinella, Thylacella, termitów z rodzajów Electrotermes i Mastotermes, modliszek z rodzin Chaeteessidae i Mantoididae, skorków z rodzaju Chelisoficula, prostoskrzydłych z rodzaju Guntheridactylus, straszyków z rodzaju Gallophasma, chrząszczy z rodzajów: Bertinotus, Boleopsis, Colotes, Corticaria, Cupes, Cyphon, Eopeplus, Micromalthus, Nephus, Oisegenius, Oisenodes, Palaeoestes, Palaeotanaos, Pastillocenicus, Rhyzobius, Scirtes, Smicrips, wielkoskrzydłych z rodzaju Eosialis, sieciarek z rodzajów: Coniopteryx, Oisea, Paleosisyra i Parasemidalis, błonkówek z rodzajów: Eopison, Paleoscleroderma, Pison, Platythyrea, Pristocera oraz muchówek z rodzajów: Ablabesmyia, Brundiniella, Chaetocladius, Chasmatonotoides, Coelotanypus, Corynoneura, Electroxylomyia, Endochironomus, Eoatrichops, Lappodiamesa, Lestremia, Microphorites, Megacentron, Microtendipes, Monodiamesa, Neurolyga, Nilotanypus, Pagastia, Paratendipes, Palaeognoriste, Plecia, Ploegia, Proacoenonia, Procladius, Prolipiniella, Pseudochasmatonotus, Rheosmittia, Spinorthocladius i Tokunagaia.